# هربرت أشتون
هربرت أشتون (بالإنجليزية: Herbert Ashton)‏ (1 يناير 1887 ببلاكبرن في المملكة المتحدة - 28 يونيو 1927) هو لاعب كرة قدم بريطاني (وحمل سابقاً جنسية المملكة المتحدة لبريطانيا العظمى وأيرلندا) في مركز جناح ‏. لعب مع وست هام يونايتد وأكرينغتون.